# Psoralea macrophylla
Psoralea macrophylla là một loài thực vật có hoa trong họ Đậu. Loài này được Small miêu tả khoa học đầu tiên.